# Murraypneustes
Murraypneustes is een geslacht van uitgestorven zee-egels uit de familie Maretiidae.

## Soorten
- Murraypneustes biannulatus Holmes, Yee & Kruse, 2005 † Vroeg- en Midden-Mioceen, Zuid-Australië.